# Kingston on Soar
Kingston on Soar is een civil parish in het bestuurlijke gebied Rushcliffe, in het Engelse graafschap Nottinghamshire met 296 inwoners.